# Basilika Maria Schnee (Thoothukudi)

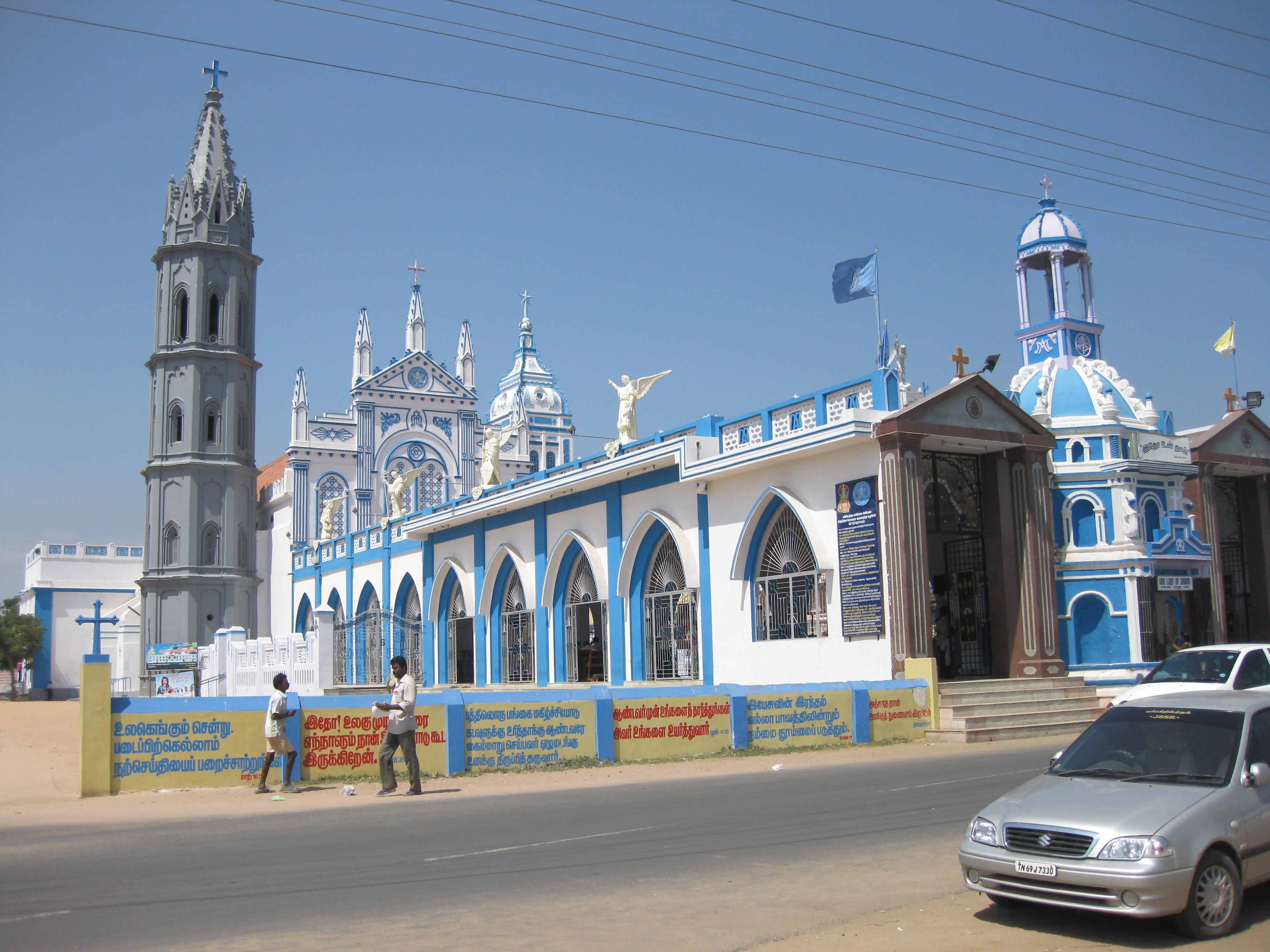
Fassade der Basilika mit Vorbau

Die Basilika Maria Schnee (portugiesisch Nossa Senhora das Neves, englisch Our Lady of Snows Basilica) ist eine römisch-katholische Kirche in Thoothukudi (früher Tuticorin) im gleichnamigen Distrikt des südindischen Bundesstaates Tamil Nadu. Die Kirche des Bistums Tuticorin mit dem Patrozinium Unserer Lieben Frau vom Schnee trägt den Titel einer Basilica minor.

## Geschichte
Die Kirche geht auf die Konversion der tamilsprechenden Paravar im 16. Jahrhundert zurück, mit der die zweite Christianisierung in Indien nach den Thomaschristen begann. Die Portugiesen kamen 1525 an die Perlenfischerküste an der Südspitze Indiens. In einem heftigen Konflikt um Fischereirechte mit den Arabern und moslemischen Paravar suchten die hinduistischen Paravar 1532 bei den Portugiesen um Unterstützung nach. 1535 vertrieben die Portugiesen unter Pedro Vaz die Araber, als Gegenleistung neben Tributzahlungen der Perlenfischerei traten die Paravar 1535/36 mit 22 Dörfern vom Hinduismus zum Christentum über. In Thoothukudi wurde 1538 nahe der Küste eine Kirche errichtet, die dem Apostel Petrus gewidmet war. Der Missionar Franz Xaver besuchte die neuen Christen und die Petruskirche 1542 von Goa aus und organisierte den Katechismus und das christliche Leben in den Gemeinden der Paravar. In dieser Zeit soll die Anzahl der Christen auf 40.000 gewachsen sein. Franz Xaver soll die Überbringung der Statue Maria Schnee von den Philippinen veranlasst haben, die nach seinem Tod 1555 in der Jesuitenkirche St. Paulus aufgestellt wurde.

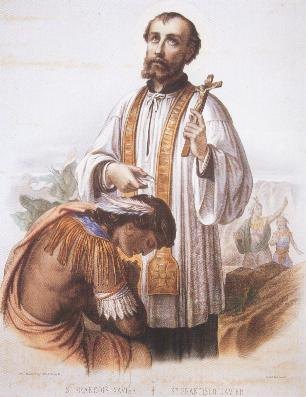
Der heilige Franz Xaver tauft einen Paravar

An der Stelle der alten Petruskirche wurde eine neue Jesuitenkirche errichtet. Diese wurde am Fest Maria Schnee am 5. August 1582 vom Bischof von Cochin Mateus de Medina geweiht. Nach der Aufstellung der Marienstatue ging deren Name als Patronat mit der Zeit auf die Marienkirche über. 1658 eroberten die Niederländer Thoothukudi, vertrieben die Jesuiten und zerstörten 1695 die Kirche. Pater Vigilius Mansi, SJ, baute die heutige einschiffige Kirche mit Querhaus im Jahre 1713 und stellte die zwischenzeitlich verborgene Statue wieder auf. Nach der Aufhebung des Jesuitenordens 1773 übernahmen Priester aus Goa die Leitung der Kirche. Als die Kirche 1982 den 400. Jahrestag der ursprünglichen Weihe feierte, wurde sie von Papst Johannes Paul II. in den Rang einer Basilica minor erhoben.